# Keizersbrug
De Keizersbrug (brug 286) is een vaste brug in Amsterdam-Centrum. De brug is gelegen in het verlengde van de Korte Koningsstraat en voert over de Oudeschans.
Op plattegronden van de stad uit 1625 van Balthasar Florisz. van Berckenrode en uit 1649 van Joan Blaeu zijn twee bruggen ingetekend over de Oudeschans, toen nog aangeduid met Montelbaens Burchwal. Een brug ligt voor de Ridder Straet en de ander voor de Korte Keyser Straet. De brug voor de Ridderstraat was een dubbele ophaalbrug, maar verdween later uit het grachtenbeeld; de Ridderstraat verdween eveneens (Amsterdam kent alleen nog een Nieuwe Ridderstraat). De brug voor de Korte Keyser Straet was een houten brug op dito pijlers. De kaart van Gerrit de Broen uit 1737 laat op beide plaatsen een enkele ophaalbrug zien, genaamd Scheepjesbrug (Ridderstraat) en Uylenburgs Brug (Korte Keizerstraat). Ook in 1835 liggen beide bruggen er nog. Op een kaart uit 1866 zijn beide bruggen verdwenen en ligt er een brug op de huidige plaats. In 1864 werd namelijk een nieuwe brug aangelegd; in plaats van de houten ophaalbrug kwam er een dubbele basculebrug. Deze kwam te liggen voor de Korte Koningsstraat, maar Amsterdam had al een Koningssluis (sluis is stenen brug), zo bleef de brug verwijzen naar de plek waar ze ooit voor lag. De brug werd vergezeld van een flink aantal aanbruggen en was van het type waarvan alleen nog de Bullebak over is gebleven. Zoals gebruikelijk kwam het ontwerp voor nieuwe bruggen destijds van de Dienst der Publieke Werken, waar toen Bastiaan de Greef en Willem Springer verantwoordelijk waren voor de bruggen. Vooralsnog is niet bekend of zij daadwerkelijk de brug heeft ontworpen, maar de “doppen” op de pijlers verraden wel hun bemoeienis. In 1895 werd het beweegbare deel vervangen door ijzeren liggers, dus al te hoge schepen konden hier niet meer komen. Reden voor het vervangen van de beweegbare delen lag hem in het feit, dat hoge schepen voortaan via de Nieuwe Herengracht moesten varen. Dat er een basculebrug had gelegen kon nog herkend worden aan de extra stevige landhoofden aan de basculekant; bovendien waren de fundamenten met elkaar verbonden. Die brug hield het vol tot 1982. Toen werd aan de toenmalige bruggenman Dirk Sterenberg gevraagd voor deze plek een nieuwe brug te ontwerpen (1978). Hij kwam met een brug die het midden houdt tussen een welfbrug en plaatbrug. De aanbruggen laten welfconstructies zien; het voormalige beweegbare deel kreeg een jaren tachtig uiterlijk. De brug laat een mengeling zien van baksteen en natuursteen, die aan een andere bruggenbouwer doen denken, Piet Kramer. Het middenstuk wordt gedragen door robuuste pijlers in de vorm van rondelen. Sterenbergs hand is terug te vinden in de lantaarns, die hij ook toepaste bij brug 13 voor het Centraal Station Amsterdam. Ook de afwerking van de betonnen ligplaat verraadt zijn hand, want hij paste die ook toe bij de Steenvoetsluis (brug 291). Dat de brug uit die jaren dateert is te zien aan de hoeveelheid zoutschade, die terug te vinden is bij de brug.         
De naam van de brug is niet zoals gebruikelijk terug te vinden in de ijzeren leuningen. Zij is net als het jaar van bouw uitgefreesd in een deksteen van een van de pijlers.

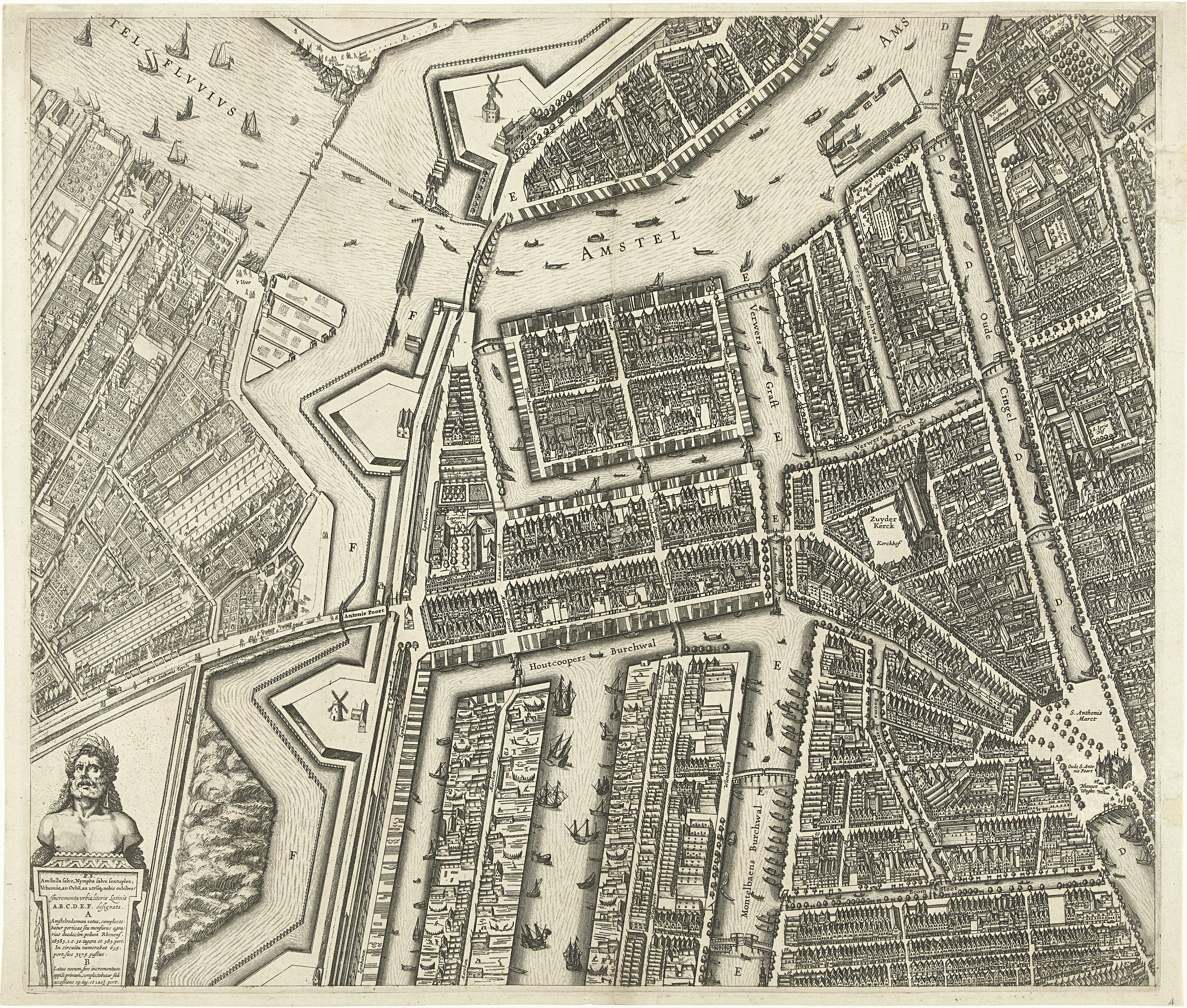
Segment van de.kaart van 1625 met de Oudeschans met twee bruggen midden onder.
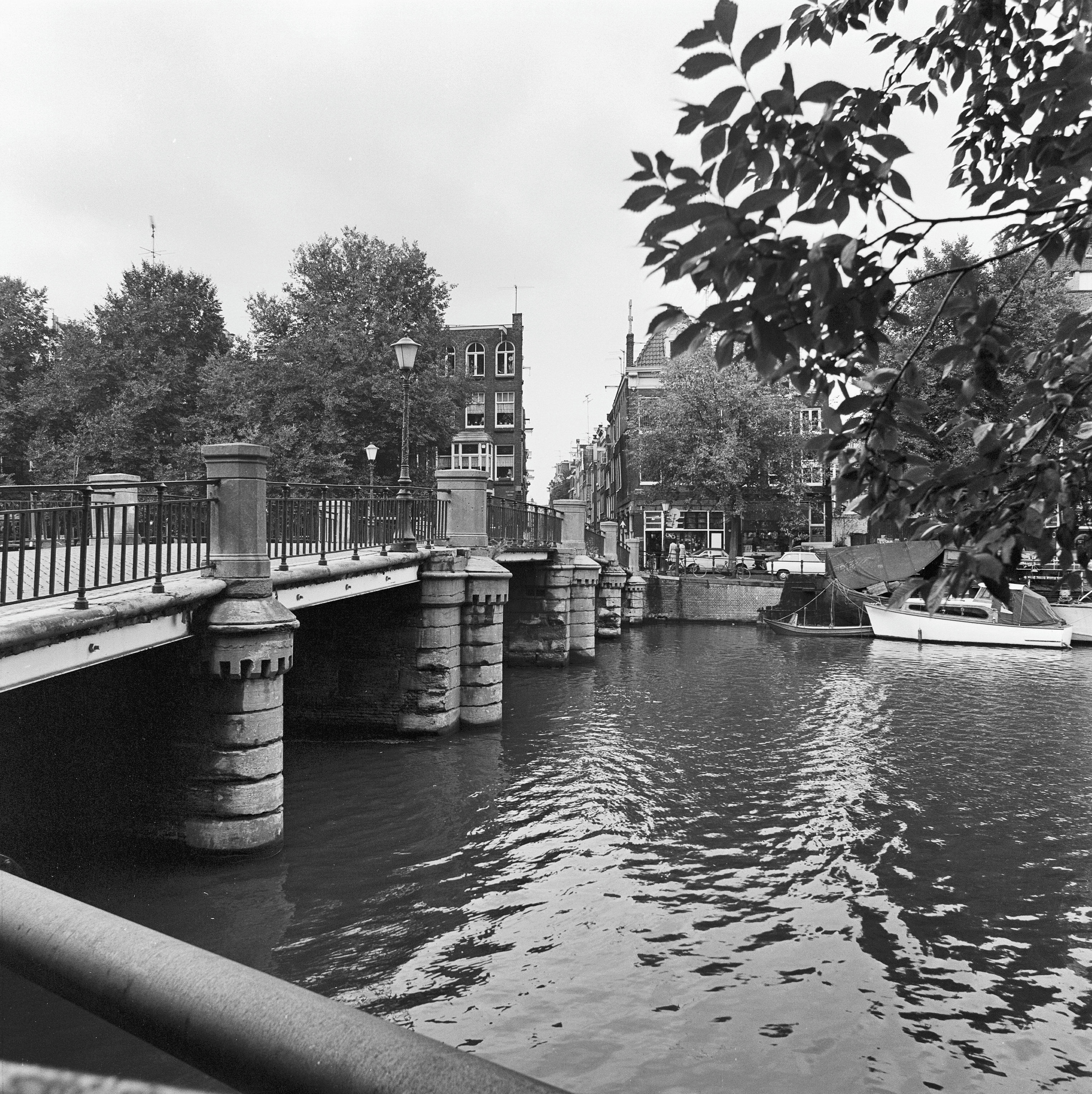
Keizersbrug in 1976
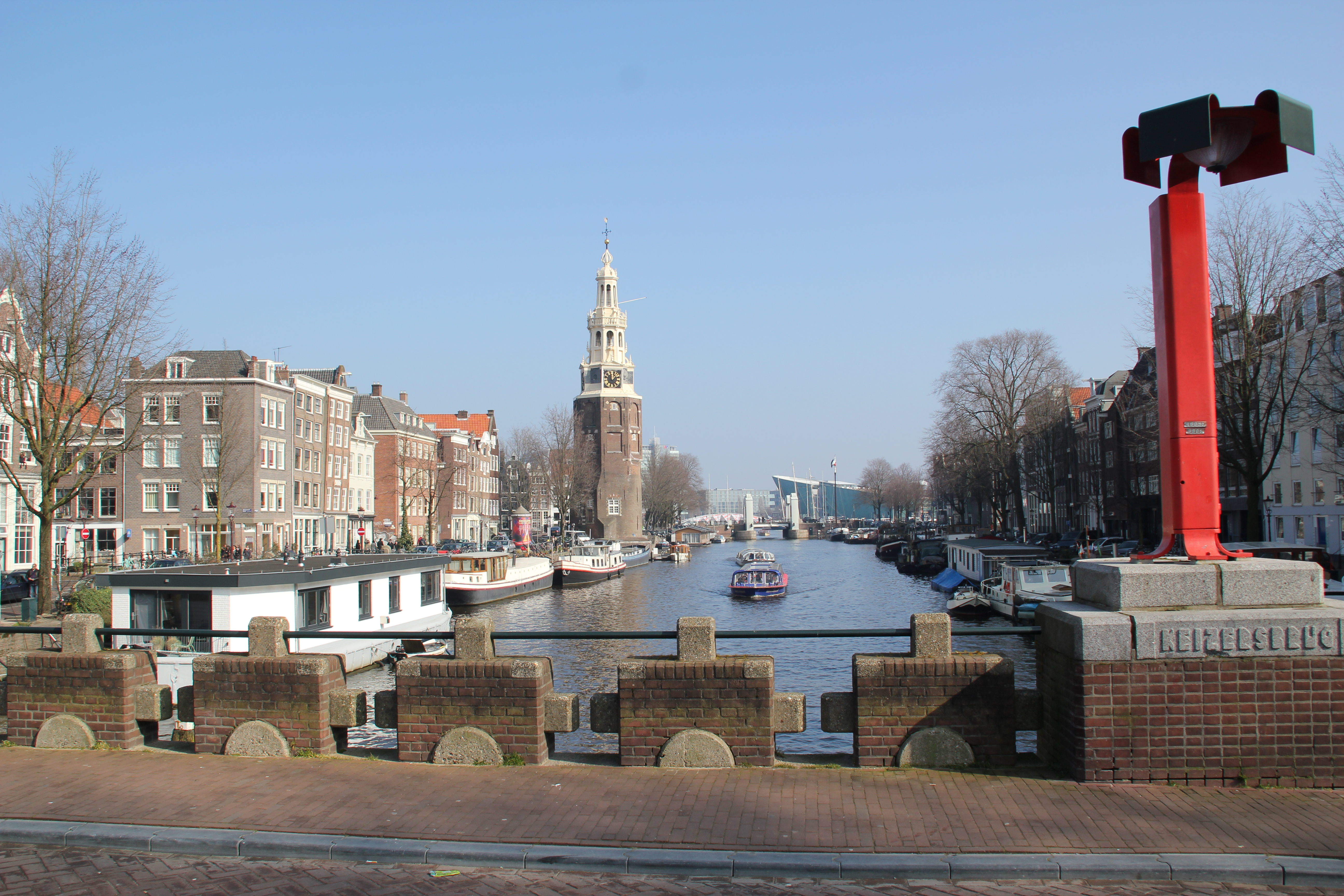
Detail van naam en lantaarns Montelbaanstoren op achtergrond
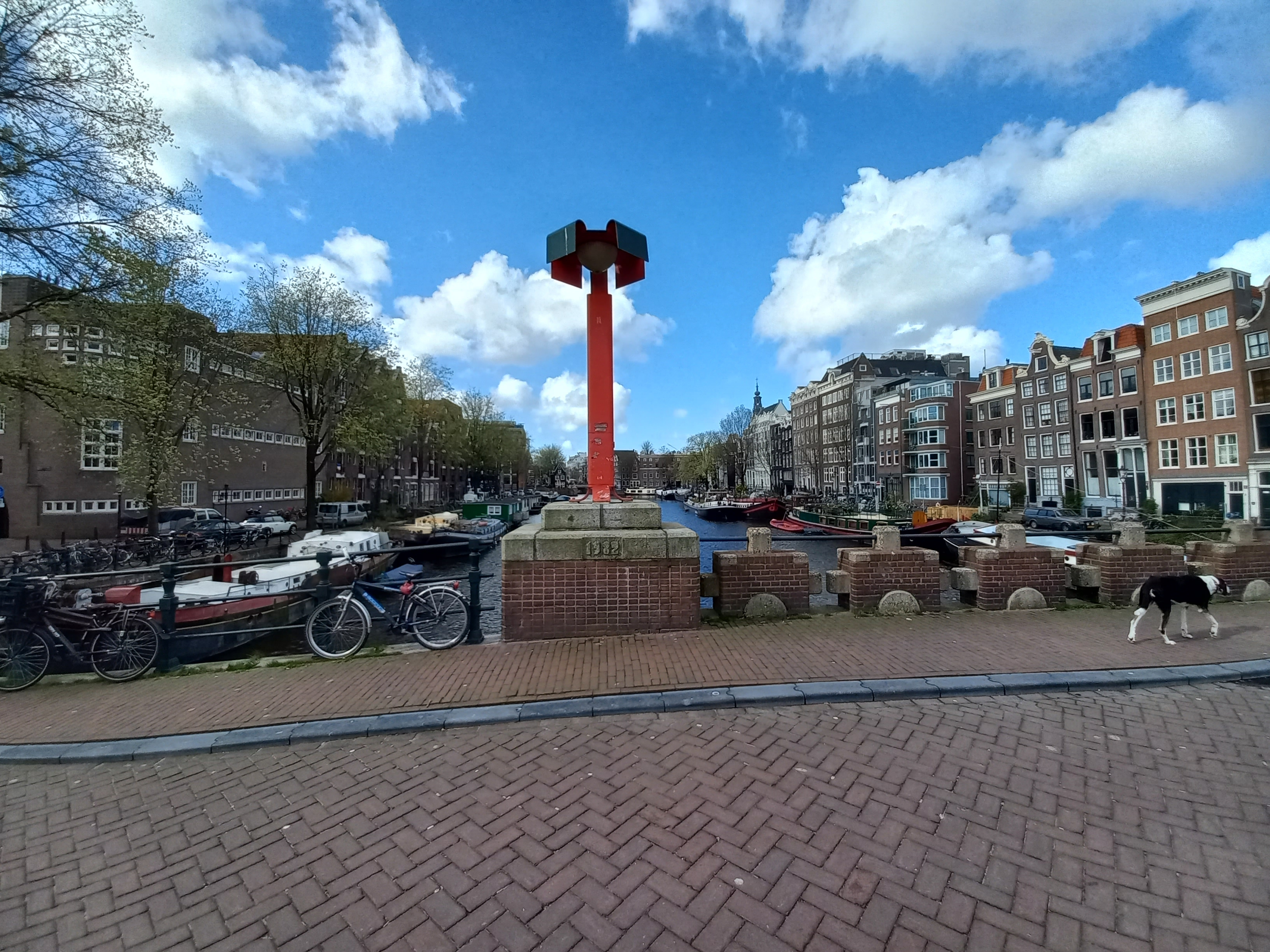
Detail van jaar en lantaarns (april 2023)

<<< · 200 · 201 · 202 · 203 · 204 · 205 · 206 · 207 · 208 · 209 ·  210 · 211 · 212 · 213 · 214 · 215 · 216 · 217 · 218 · 220 · 221 · 222 · 223 · 224 · 225 · 226 · 227 · 228 · 228P · 229 · 230 · 231 · 232 · 233 · 234 · 235 · 236 · 237 · 238 · 239 ·  240 · 241 · 242 · 243 · 244 · 245 · 246 · 247 · 248 · 249 ·  250 · 251 · 252 · 253 · 254 · 255 · 256 · 257 · 258 · 259 · 260 · 261 · 262 · 263 · 264 · 265 · 266 · 267 · 270 · 271 · 272 · 273 · 274 · 275 · 277 · 278 · 279 · 280 · 281 · 283 · 285 · 286 · 287 · 288 · 289 · 290 · 291 · 292 · 293 · 295 · 296 · 297 · 298 · 299 · >>>
Brugnummers 219, 268, 269, 276, 282, 284, 294 zijn niet (meer) in omloop.